# Авари (Кавказ)
Авари (кавкаски Авари), или Аварци (рус. аварцы), најбројнији су народ у руској републици Дагестан, где чине око 29% становништва (аварским језиком, као језиком шире комуникације, служи се још један део становника Дагестана). Аварски језик припада нахско-дагестанској групи севернокавкаске породице језика. Авари су исламске вероисповести, а има их укупно око 1.000.000, од тога у Русији око 912.258, Турској 53.000, Азербејџану око 49.800, а у Казахстану 1.206.

## Историја
Првобитни Авари су били народ туркијског порекла из средње Азије. У 6. веку се један део Авара насељава у источној Европи, где оснива Аварски каганат на простору Панонске низије. Панонски Авари (карпатски Авари) били су само део аварског народа, чија је главнина живела у Хазарији на Кавказу, где су се помешали са кавкаским староседеоцима. После пропасти Хазарије, кавкаски Авари су формирали моћан канат у 12. веку. Поред данашњих Авара, потомци кавкаских Авара су и Кабардинци (још један кавкаски народ), будући да су Авар и Кабар биле две верзије имена овог народа.